# 由良比女神社
由良比女神社（ゆらひめじんじゃ）は、島根県隠岐郡西ノ島町浦郷にある神社。式内社（名神大社）、隠岐国一宮で、旧社格は郷社。

## 祭神
祭神は次の1柱。
- 須勢理姫命、地元では由良比女大神。

『延喜式』神名帳では「由良比女神社 名神大 元名和多須神」として、元は「和多須神」である旨が記載されており、祭神は海童神とも言われる。『袖中抄』や『土佐日記』には「ちぶり神」とある。
島前の伝承では、その昔、須勢理姫命が芋桶に乗って海を渡っているとき、海に浸した手をイカが引っ張った（噛み付いたともいう）お詫びとして毎年社前の浜にイカが押し寄せるようになったと言う。

## 歴史

### 概史
創建は不詳。
国史では、『続日本後紀』承和9年（842年）条において、由良比売命神（由良比女神社）・宇受加命神（中ノ島の宇受賀命神社）・水若酢命神（島後の水若酢神社）の3社が官社に預かる旨が記されている。
延長5年（927年）成立の『延喜式』神名帳では隠岐国知夫郡に「由良比女神社 名神大 元名和多須神」と記載され、名神大社に列している。『隠岐国内神名帳』では「従三位上 由良姫大明神」と見える。
中世から江戸時代中期までは衰微。安永2年（1773年）、島前13村の庄屋により例大祭が復興された。近世以降は、隠岐国一宮を称した。
明治5年（1872年）に郷社に列した。社殿は小さかったが、明治22年（1889年）以降、社殿・境内地が整備された。

### 神階
- 従三位上 （『隠岐国内神名帳』） - 表記は「由良姫大明神」。

## 祭祀

### 神事
- 由良比女神社例大祭

以前は二年に一度、7月の28日・29日に行われていた。現在は奇数年（元号）7月最終の土曜・日曜の夜に行なわれる。二艘の大型漁船を連結させた神船に神輿を乗せ、船中で島前神楽を演じながら由良を出発し、浦郷湾へ向け海を渡る。神輿は町内を練り歩いた後、宮司宅で一泊し、翌日夜に再び海を渡り浦郷から神社に還御する。この往き帰りの神幸祭は島前島後の祭りのなかでは最も盛大な若者の神輿担ぎを見ることができる。

## 境内

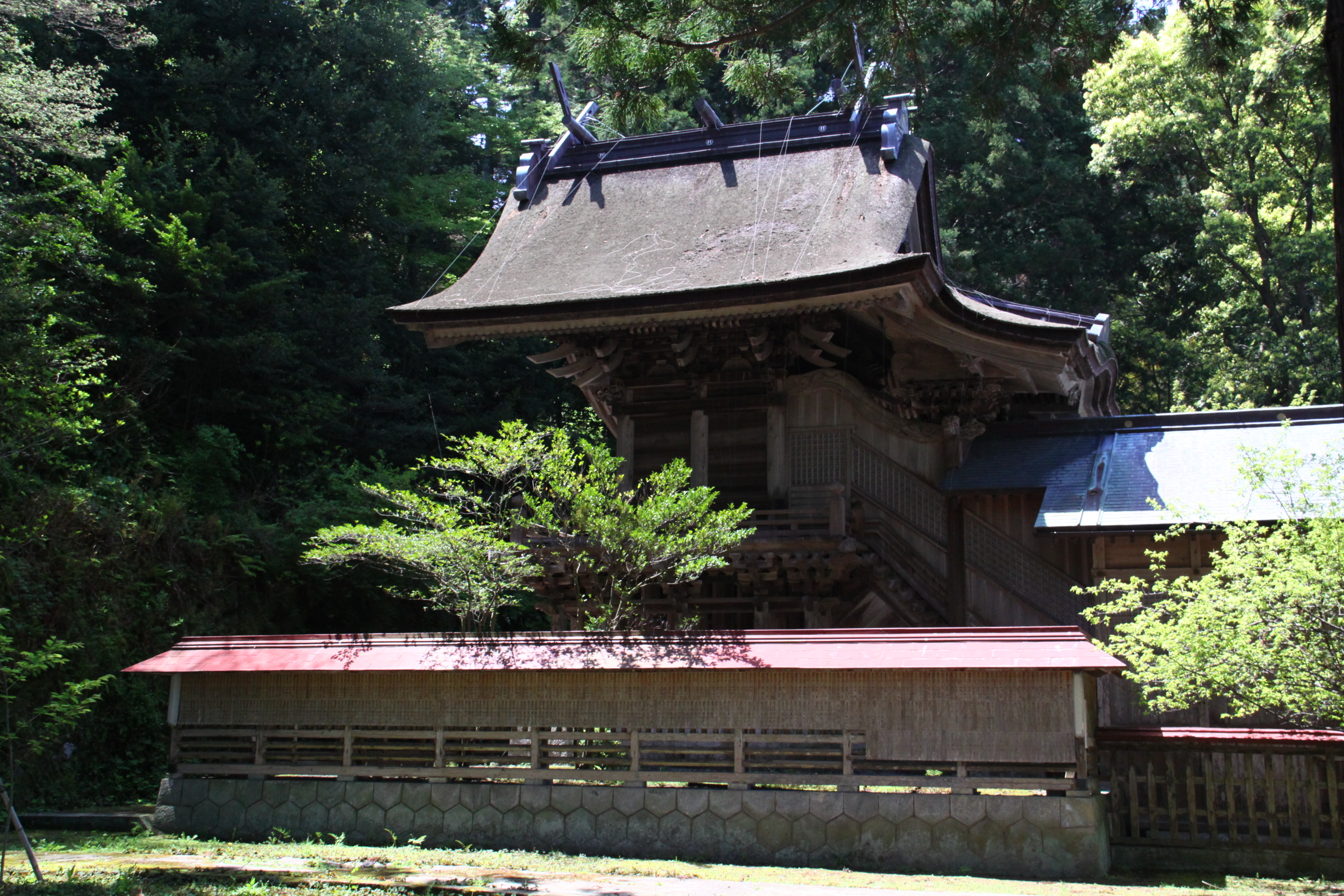
本殿（西ノ島町指定文化財）

- 本殿
明治22年（1889年）の造営。二間社春日造変態・向拝唐破風。案内板によれば、以前は「大社造変態」と称したが、現在は「春日造変態」とされると言う。また出雲では、この様式を「明神造」と呼ぶと言う。西ノ島町指定有形文化財に指定されている。

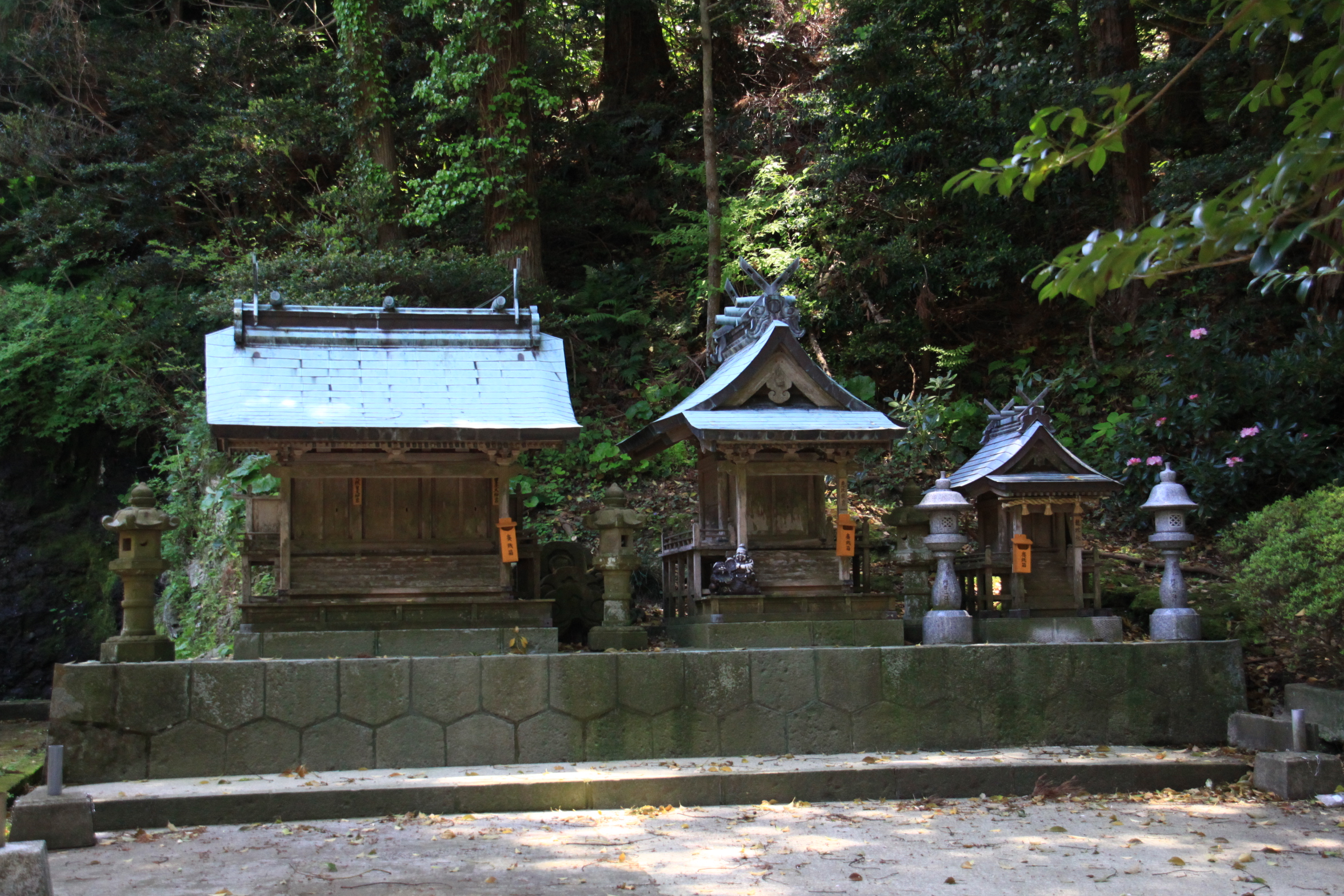
境内社 拝殿西側。左が出雲大社、中央が恵比寿宮、右が龍蛇社。
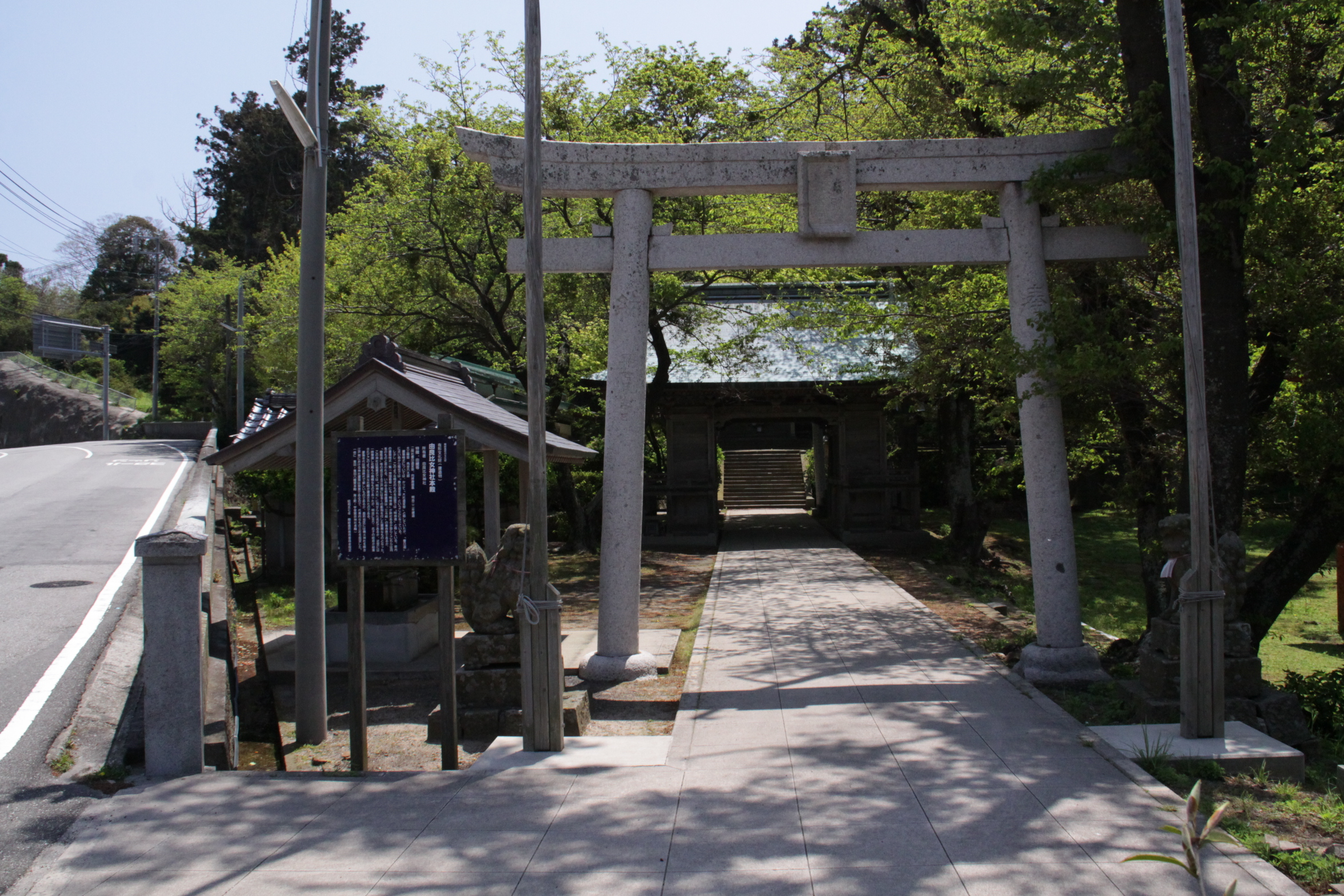
一の鳥居 県道315号の脇。奥が随身門。更に奥、随身門の陰に二の鳥居。
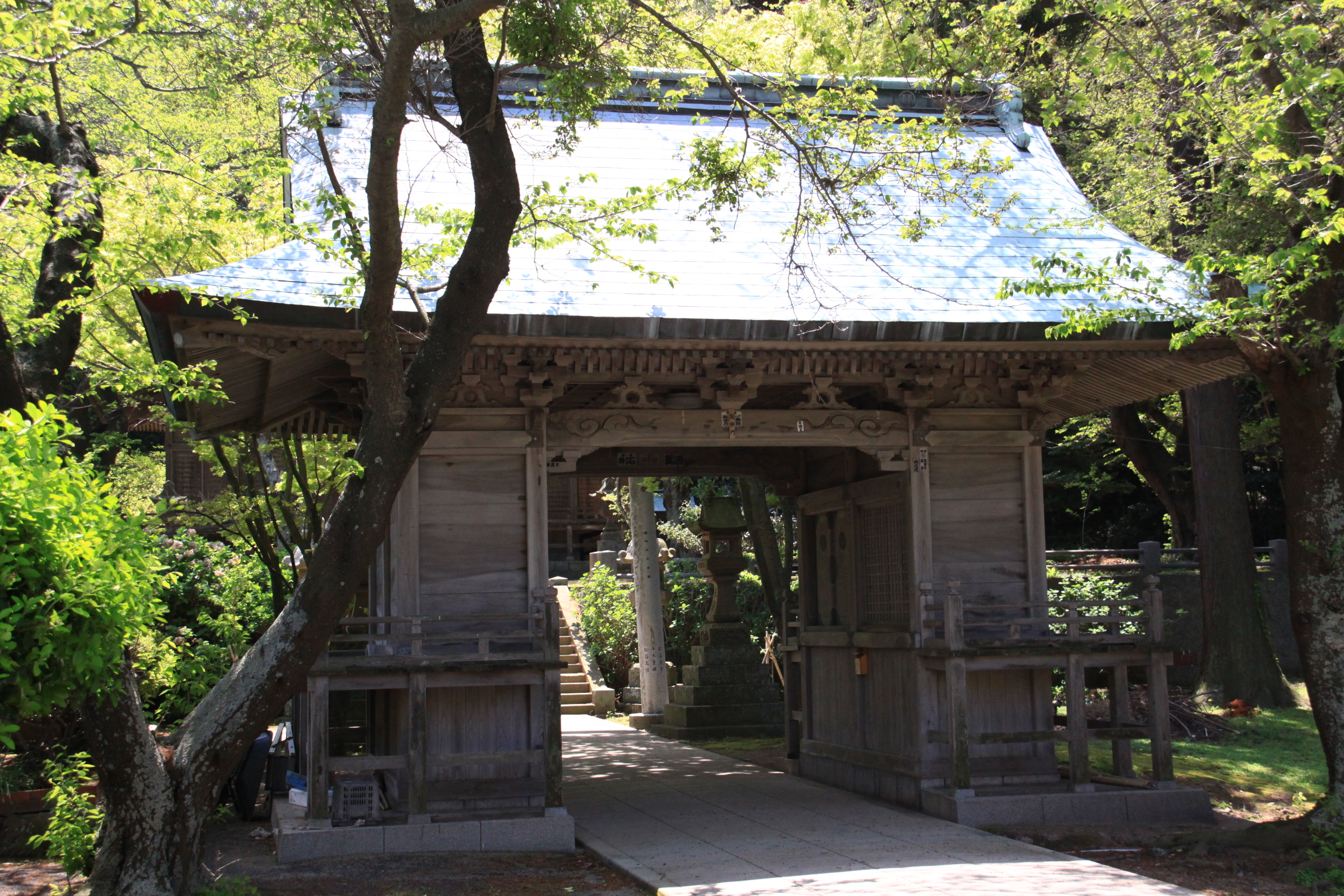
随身門 参道の左右に左大臣・右大臣像。
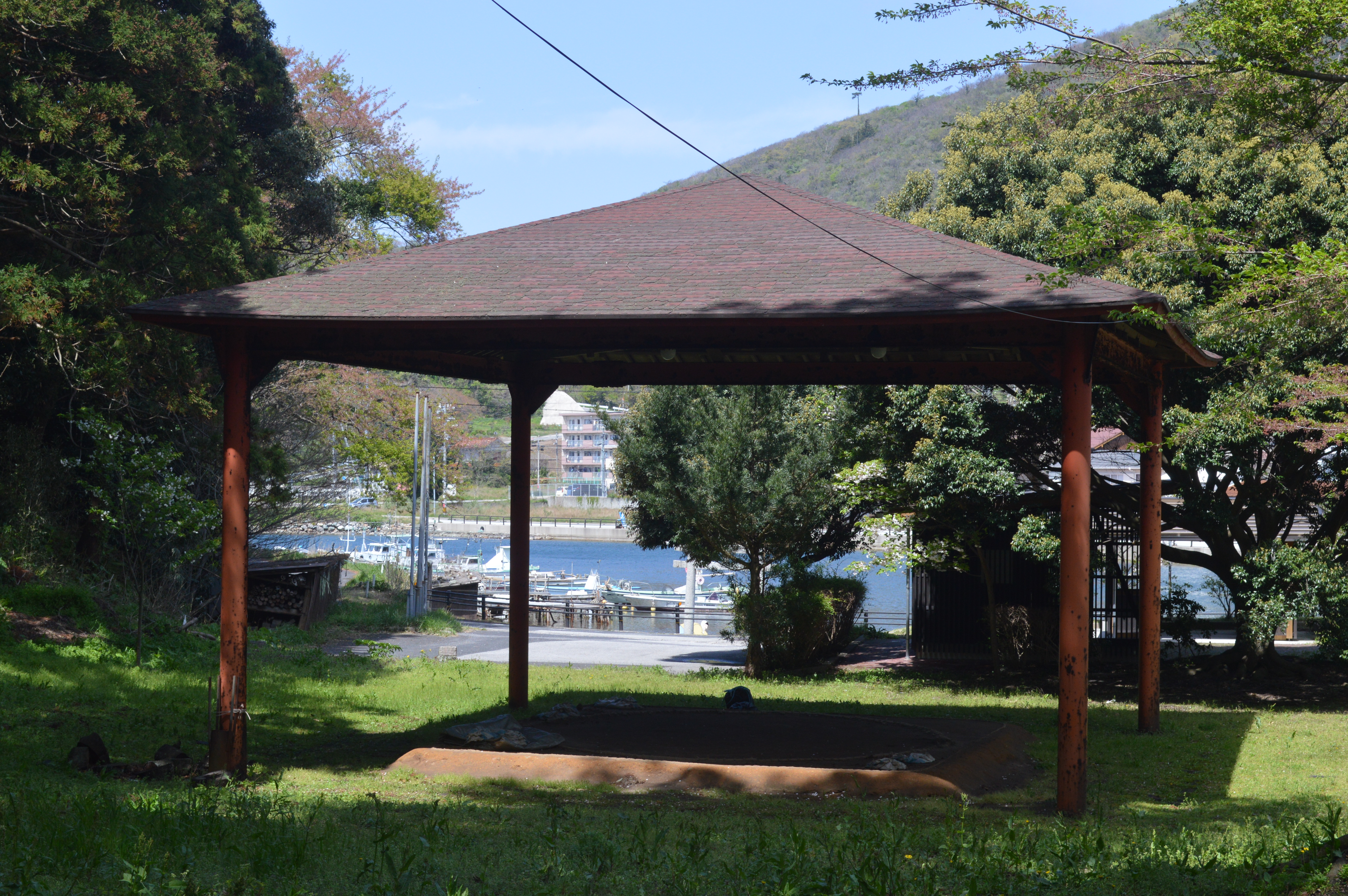
土俵

## 文化財

### 西ノ島町指定文化財
- 有形文化財
  - 本殿（建造物） - 1982年（昭和57年）3月7日指定[5]。

## 伝承

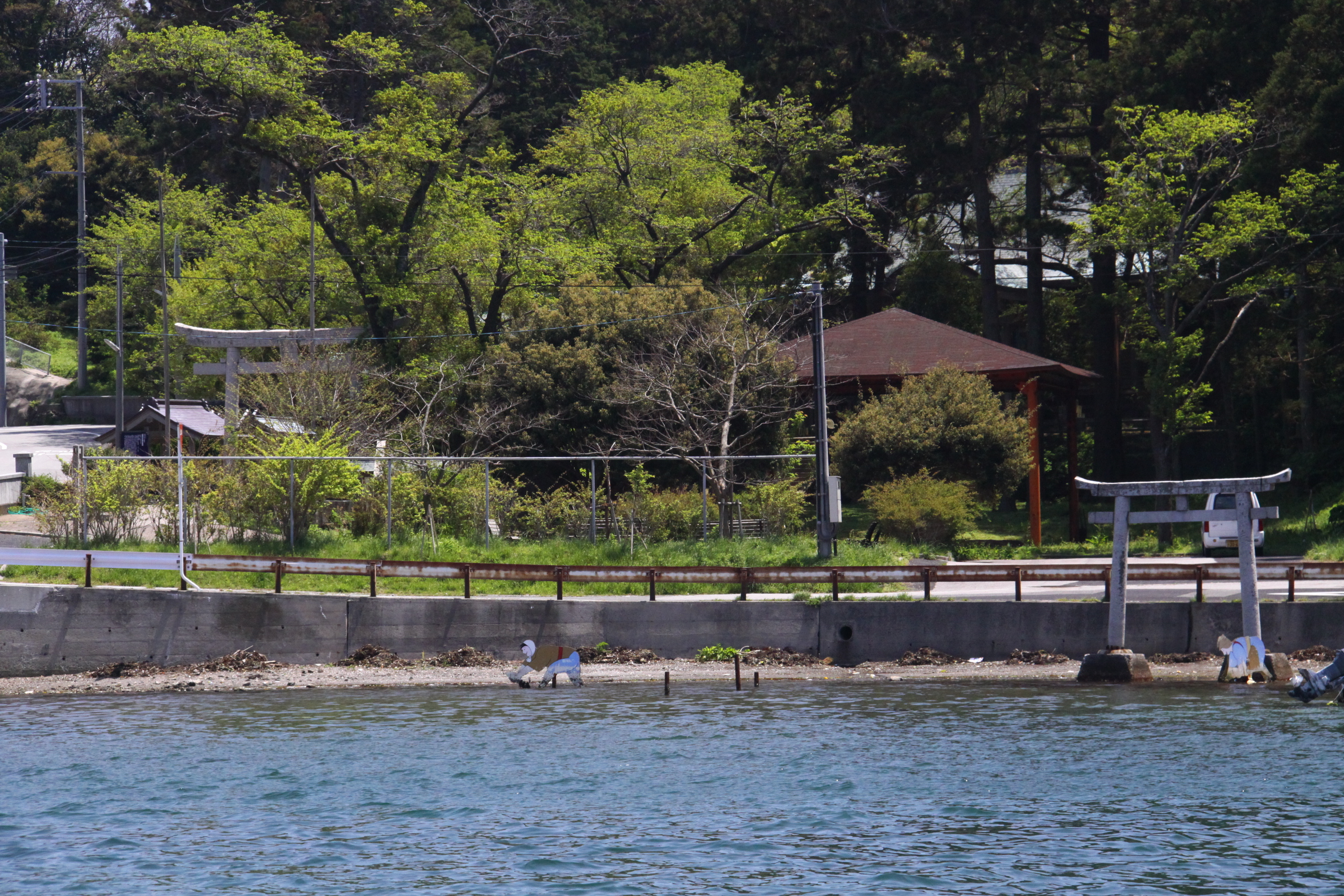
由良の浜（いか寄せの浜）

海上鳥居（右下）のある社前の由良の浜は、毎年10月から翌年2月にかけてイカが押し寄せ、「いか寄せの浜」とも呼ばれる。知夫村の伝承では、本来知夫村の烏賊浜にあった当社が由良に移ってからは、イカは由良に集まるようになったという。
祭神である由良比女様が苧桶に乗って、遠い海からやってきたところ手で海水をかき分けながら浦に向かってこられる途中、烏賊が由良比女様の手を引っ張ったりかみついたりした。そのお詫びとして、毎年秋になると烏賊の大群が神社の正面の浜辺に押し寄せるようになった。地元の者は由良比女様の霊験と言って喜び、水際に番小屋や多くの小屋を建て、家族総出で烏賊を掬いとった。
元々、知夫里島の古海に鎮座していた由良比女神社が浦郷に移されてから、知夫里島に烏賊が寄らなくなったと伝えられている。また、西ノ島の者が知夫里島に烏賊が押し寄せるのをうらやましく思い、ご神体を盗んで浦郷地区に移転させたとも言われている。この神様は神武天皇の時代、烏賊を手に持ち苧桶に乗って神社の鳥居の近くの畳石に出現された、という伝説が残っている。
また一説に、この神様は須勢理姫命で、苧桶に乗って浦郷に来る途中で手を海水で洗った時、烏賊が戯れて神様の手に触ったため怒られたと言われている。毎年10月29日の由良比女様のお祭りの日は「神帰り」という御座入神事を行うが、烏賊が入り江に寄るのを「神帰り」の証としている。俗にこの神を「鯣大明神」というのはこのような烏賊との関係があったからである。

## 関連項目

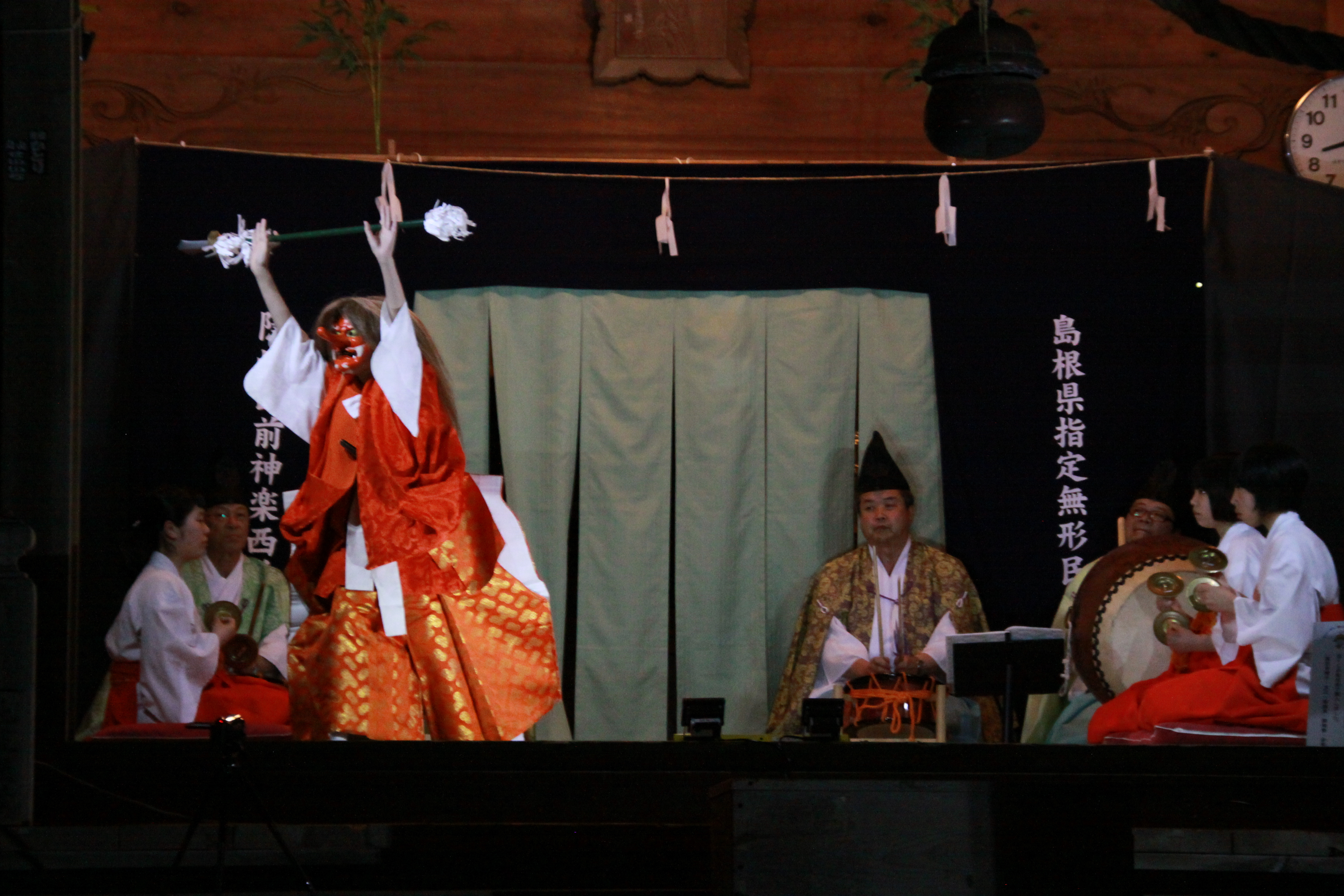
由良比女神社で行われる隠岐島前神楽